# Hanovre-Mitte
Mitte est le premier quartier de Hanovre.    

## Population
En 2011, Mitte comptait 34 040 habitants, soit par quartier :  
- Mitte : 9 418 habitants
- Calenberger Neustadt : 6 556 hab.
- Oststadt : 13 695 hab.
- Zoo : 4 371 hab.

Le graphique montre l'évolution de la population dans l'arrondissement d'Ahlem-Badenstedt-Davenstedt depuis le 1er janvier 2005.

## Politique
Depuis 2011, Anne Bonfert (Parti vert) occupe le poste de maire du district. 